# Blumenhagen (Lauenau)
Blumenhagen ist eine Ortslage des Fleckens Lauenau in der Samtgemeinde Rodenberg im Landkreis Schaumburg in Niedersachsen. Das aus dem 18. Jahrhundert erhaltene Gebäude des ehemaligen Vorwerks und heutigen Restaurants ist denkmalgeschützt.

## Geschichte
Blumenhagen ist nicht nach der hier einst betriebenen Blumenzucht benannt. Nach Darstellung des Heimatforschers Karl Parisius diente Blumenhagen von etwa 1250 bis 1300 dem erstmals 1245 erwähnten Ritter Wulfardus Blume oder Blome als Stammsitz. Parisius begründete dies aus der Unterschrift einer Schenkungsurkunde des Justatius von Münchhausen über einen Hof in Swedestorpe, im heutigen Lauenau, an das Kloster Obernkirchen aus dem Jahr 1294. Eine andere Quelle verortet den Stammsitz der Familie Blome jedoch in Blumenau bei Wunstorf.
Im Jahr 1529 und erneut in 1556 wurden Angehörige des Hauses Münchhausen mit dem Blumenhäger Gut belehnt. Die im nordöstlich angrenzenden Bereich des Deisters vorkommenden mächtigen Stiel-Eichen deuten auf eine frühere Nutzung der Umgebung als Hutewald.
Um 1600 wurde das in der Grafschaft Schaumburg gelegene Blumenhagen als „gräfliches Vorwerk“ beschrieben.
Bei der Teilung der Grafschaft 1640 kam Blumenhagen zum Fürstentum Calenberg.
Als Vorwerk wurde es in der Kopfsteuerbeschreibung von 1689 nicht separat aufgeführt
und gehörte zum Gutsbezirk des Schlosses Lauenau.
Anfang des 18. Jahrhunderts wurden in Blumenhagen exotische Pflanzen und Blumen für die Herrenhäuser Gärten gezogen.
Das Gut gewann durch die Pflanzenanzucht an Bedeutung. 1738 wurde das heute denkmalgeschützte, 40 Meter lange und 16 Meter breite Gebäude aus Bruchsteinmauerwerk errichtet. Es hatte genug Platz zur Unterbringung von Geräten, Wagen und Pferden.
Während der Zeit des Königreichs Westphalen im Jahr 1810 war Blumenhagen nicht Lauenau, sondern zusammen mit Altenhagen dem Dorf Nienstedt im Kanton Springe des Departements der Aller zugeordnet.
Im Jahr 1848 hatte Blumenhagen 10 Einwohner und gehörte zur Pfarrei Hülsede.
Seit etwa 1850 war der Betrieb von der Domäne des Lauenauer Schlosses getrennt und wurde separat verpachtet.
1910 hatte der Gutsbezirk Lauenauer Interessendeister, zu dem die Försterei Blumenhagen gehörte, 12 Einwohner.
Im Jahr 1900 war der Großteil der zuvor zu Blumenhagen gehörenden 78,5 Hektar der Domäne Lauenau zugeordnet worden.
Blumenhagen verblieben 4 Hektar. Das Vorwerk diente fortan als eine der sieben Revierförstereien der Forstverwaltung im Inspektionskreis Springe.
Seit 1963 nutzte ein Schäfer das Vorwerk, danach wurde es an privat verkauft. Seit 2005 dienen die ehemaligen Stallungen und die Flächen zwischen den Grundmauern des abgebrannten Scheunentrakts als Restaurant namens „Forsthaus Blumenhagen“.

## Wirtschaft
Am Blumenhagener Bach bei Blumenhagen hatte es im 18. Jahrhundert eine Walkmühle gegeben. Diese wurde 1714 von der Lederverarbeitung auf die Tuchherstellung umgerüstet. Im 19. Jahrhundert beantragte der damalige Pächter, die Mühle auch zur Getreideverarbeitung nutzen zu wollen. Über die Verwirklichung der Pläne ist nichts bekannt.
In den 1950er Jahren war das dem Vorwerk gegenüber am nördlichen Bachufer gelegene Waldarbeiterwohnhaus abgerissen worden und dort ein neues Gebäude für die Försterei errichtet worden.
Die Revierförsterei Blumenhagen wurde zum 1. Oktober 1965 in Revierförsterei Lauenau umbenannt. Die Revierförsterei Lauenau untersteht dem Forstamt Saupark der Niedersächsischen Landesforsten.
Nachdem es 2020 zu Problemen mit der Lauenauer Trinkwasserversorgung kam, wurde das Wasserwerk Blumenhagen ausgebaut. Die beiden Gewinnungsanlagen lieferten 2021 an Spitzentagen etwa tausend Kubikmeter Wasser an den etwa 600 Meter westlich des Forsthauses gelegenen Hochbehälter Blumenhagen.

## Sehenswürdigkeiten
Blumenhagen ist eine Station am vom Hannoverschen Wander- und Gebirgsverein markierten Deister-Süntel-Weg von Barsinghausen nach Hessisch Oldendorf und weiter nach Bad Pyrmont.
Am kleinen Wanderparkplatz bei Blumenhagen steht eine Hinweistafel mit Erläuterungen zu den entlang des 14 km langen Rundwanderwegs der Deister-Kohlepfade zu findenden Überresten der Bergbaugeschichte und zu Grenzsteinen im Lauenauer Abschnitt des Deisters.
Das Gebäude des Vorwerks, später Försterei und danach Restaurant, sowie die Hofpflasterung und eine nicht öffentlich zugängliche Brücke über den Blumenhagener Bach sind als Baudenkmale ausgewiesen.
Siehe auch die Liste der Baudenkmale in Blumenhagen auf der Liste der Baudenkmale in Lauenau.